# Most (nádraží)
Most je železniční stanice v severovýchodní části města okresního Most v Ústeckém kraji v těsné blízkosti řeky Bíliny. Leží na dvoukolejné elektrizované trati 130 (3 kV ss) a jednokolejných 123 (elektrifikace do stanice Žatec západ), 126 (elektrizace do stanice Postoloprty) a 135 (elektrizace do stanice Litvínov).[zdroj⁠?!] Přímo před stanicí se nachází městské autobusové nádraží. V Mostě se dále nachází železniční zastávky Most-Kopisty a Most-Minerva (obě na trati 135), a také nákladové nádraží Most nové nádraží.

## Historie

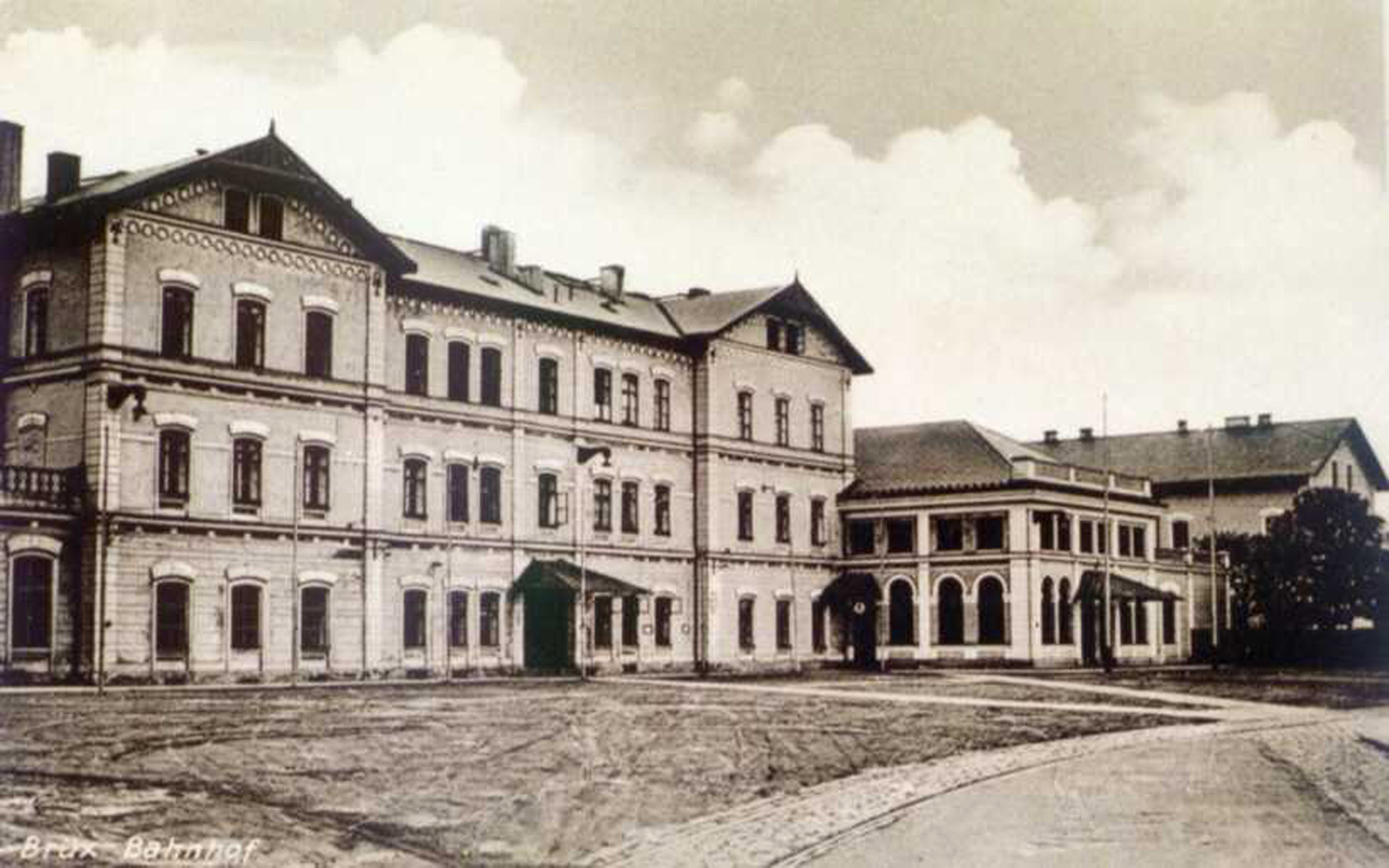
Staré nádraží v Mostě

Původní mostecká stanice (v němčině Brüx) byla postavena několik kilometrů severozápadním směrem od polohy novějšího nádraží a zprovozněna 8. října 1870 společností Společnost c.k. privilegované Ústecko-teplické dráhy na trati do Chomutova. Další své tratě do Mostu v letech 1872 až 1876 přivedly i společnosti Buštěhradská dráha a Duchcovsko-podmokelská dráha. Po zestátnění soukromých společností v Rakousku-Uhersku po roce 1908 pak obsluhovala stanici jedna společnost, Císařsko-královské státní dráhy (kkStB), po roce 1918 pak správu přebraly Československé státní dráhy.[zdroj⁠?!]
Z důvodu rozšiřování hnědouhelného lomu ČSLA bylo koncem 60. let 20. století rozhodnuto o demolici velké části původního města Most, včetně starého nádraží, traťové přeložce a elektrizaci trati.[zdroj⁠?!] Autorem projektu nového nádražního komplexu byl Jan Reiterman, výpravní budovu navrhl architekt Václav Dědek. Na vzhledu interiéru ústřední odbavovací haly se pak podílel architekt Josef Danda. Výpravní budova byla zkolaudována v létě roku 1977, její součástí byly též poštovní úřad, restaurace, bufet a drobné prodejny.

## Popis
Nacházejí se zde tři zastřešená ostrovní nástupiště s podchody a tři úrovňová nástupiště, bezbariérovým přístupem (výtahy) a elektronickým informačním systémem pro cestující.